# Earl Doherty
Earl J. Doherty, né le 4 août 1941, qui vit actuellement au Canada, est l'auteur de The Jesus Puzzle, un ouvrage publié en 1999 par les Canadian Humanist Publications et où il soutient que Jésus n'a jamais existé. 

## Biographie
Doherty est titulaire d'une licence (BA Bachelor of Arts) en Histoire ancienne et Langues classiques, et il a été amené à l'idée d'une origine mythique de Jésus par les écrits de G. A. Wells, auteur de plusieurs livres présentant une forme plus modérée de la théorie du « Christ mythique ». Doherty  a utilisé ses compétences linguistiques pour étudier les versions du Nouveau Testament dans leur langue originale, et est arrivé à son point de vue au moyen d'une analyse critique de ces textes.

## Les constructions et interprétations de Jésus
Selon lui ni Paul ni les autres qui ont écrit les plus anciens documents existant sur le christianisme ne croyaient en Jésus comme en une personne ayant vécu sur la Terre dans un cadre historique, mais ils voyaient en lui au contraire un héros mythique qui avait subi sa mort sacrificielle dans les sphères inférieures du ciel entre les mains d'esprits démoniaques, et par la suite avait été ressuscité par Dieu. Ce mythe du Christ ne se fonderait pas sur une tradition qui remonterait à un Jésus historique, mais sur une exégèse de l'Ancien Testament dans le contexte d'un syncrétisme religieux judéo-hellénistique fortement influencé par le platonisme, et sur ce que les auteurs croyaient être des visions mystiques d'un Jésus ressuscité. 
Selon Doherty, c'est seulement la deuxième génération de chrétiens qui a donné un cadre historique au mythe de Jésus, quelque part entre le Ier et le IIe siècle. Doherty prétend que l'auteur de l'Évangile de Marc lui-même (qu'il place après 90 apr. J.-C., c'est-à-dire plus tard que la plupart des spécialistes du Nouveau Testament) n'envisageait sans doute pas son évangile comme un véritable livre historique, mais comme une composition midrashique allégorique fondée sur les prophéties et l'Ancien Testament. Dans le cadre de l'hypothèse largement soutenue des deux sources, l'histoire de Marc a par la suite été fondue dans les autres évangiles avec une autre tradition rapportant des paroles anonymes et que l'on trouve dans le document Q ; et ce sont ces évangiles selon Doherty qui ont interprété tout cela comme une histoire littérale de la vie de Jésus. Doherty refuse toute valeur historique aux Actes des Apôtres, les écartant comme un ouvrage tardif reposant sur la légende.

## Réception
La façon dont Doherty a traité la question dans son ouvrage et sur son site Internet a été suivie avec intérêt sur la Toile dans les deux camps et, parmi les sceptiques, son livre a reçu des commentaires favorables chez les spécialistes comme Robert M. Price, Richard Carrier et Frank R. Zindler, lequel, dans un commentaire sur The Jesus Puzzle, y voit « l'argumentation la plus convaincante contre l'historicité de Jésus qui ait été publiée de mon vivant ». Cependant, George Albert Wells, professeur d'allemand émérite au Birkbeck College, qui a également combattu l'existence d'un Jésus historique, rejette l'opinion de Doherty selon laquelle les premiers chrétiens ne croyaient pas que Jésus était un homme historique qui avait vécu sur la Terre. R. Joseph Hoffmann, président du Committee for the Scientific Examination of Religion estime qu'il existe des raisons pour que des chercheurs estiment que Jésus n'a jamais existé, mais juge le livre de Doherty « qualitativement et académiquement bien inférieur à tout ce qui a pu être écrit sur le sujet jusqu'à maintenant. ».

## La thèse mythiste
La thèse mythiste (la non-existence historique de Jésus) a été abandonnée en France par la recherche universitaire en 1933  à la suite de l'ouvrage critique de l'écrivain athée Charles Guignebert. Elle se perpétue néanmoins dans le milieu non universitaire, cercles rationalistes ou anticléricaux.[non neutre]
En effet, la thèse de l'inexistence historique de Jésus, apparue à la fin du XVIIIe siècle, restée marginale au sein de la quêtes du Jésus historique, complètement rejetée par des spécialistes universitaires du christianisme ancien depuis la fin des années 1930, a néanmoins continué d’être reprise régulièrement par des auteurs en dehors du milieu académique, se diffusant notamment  sur internet.[non neutre]